# Maha Al-Barguti
Maha Al-Barguti (1963-6 de diciembre de 2022) fue una deportista jordana que compitió en atletismo adaptado y tenis de mesa adaptado. Ganó cuatro medallas en los Juegos Paralímpicos de Verano entre los años 1984 y 2008.

## Biografía
Al-Barguti nació infectada de poliomielitis. Comenzó a jugar al tenis de mesa en casa, como pasatiempo, con sus amigos y hermanos. Al respecto, dice: “Aunque la gente no siempre está convencida de que los discapacitados puedan hacer deporte, lo hice." Indica que cuando cumplió diecisiete años fue a la Federación Jordana de Tenis de Mesa, pero la federación insistió en que fuera una jugadora "corredora" en silla de ruedas, no una jugadora de tenis de mesa.
Asistió a sus primeros Juegos Paralímpicos en 2000, donde ganó la primera medalla de oro de su país en tenis de mesa; compitió en el evento individual de clase 1-2. Ganó su partido contra la británica Lynne Riding pero perdió ante la francesa Isabelle Lafaye Marziou. Más tarde venció a Catherine Mitton en las semifinales y avanzó para ganar la primera y única medalla de oro de Jordania en los Juegos Paralímpicos.
En 2004 compitió junto a Jetam Abuawad y Fatima Al-Azam en los Juegos Paralímpicos de Verano de 2004. Al-Barguti perdió sus dos partidos en la fase de grupos contra Geneviève Clot y Catherine Mitton, y no tuvo éxito en las últimas rondas, mientras que Al-Azam logró llegar a los cuartos de final, pero Abuawad no tuvo suerte y también perdió sus dos partidos. Sin embargo, el equipo femenino triunfó en la clase por equipos 4-5. Las tres mujeres se clasificaron en segundo lugar después de perder en sets seguidos ante China Taipéi y ganar por poco contra Alemania. En los cuartos de final compitieron contra Eslovaquia y ganaron por tres sets a dos, y continuaron hasta las semifinales. Se encontraron con los campeones, China, que aspiraban a ganar su segunda medalla de oro consecutiva en el evento por equipos. Lamentablemente, el equipo de Al-Barguti perdió ante China en dos sets, pero tenía la esperanza de obtener una medalla de bronce: esta era la segunda medalla de Al-Barguti y la primera medalla de Abuawad y Al-Azam. Se enfrentaron a Francia, donde ganaron la medalla de bronce; esta fue la segunda medalla de Jordania en tenis de mesa.
Al-Barguti solo compitió en la clase de eventos individuales por 1-2 en los Juegos Paralímpicos de Verano de 2008, mientras que Abuawad y Al Azam aspiraban a ganar su segunda medalla en sus segundos Juegos Paralímpicos. Durante el juego grupal volvió a perder sus partidos de juego grupal como en los juegos anteriores: perdió ante Isabelle Lafaye Marziou y Narges Khazaei de Irán.
Durante los Juegos Paralímpicos de Verano de 2012 ocupó el último lugar una vez más en el juego grupal después de perder ante Lafaye-Marziou y la irlandesa Rena McCarron Rooney. Los quintos y últimos Juegos Paralímpicos de Al-Barguti fueron en los Juegos Paralímpicos de Verano de 2016, en Río de Janeiro, y nuevamente tuvo mala suerte en los dos partidos contra la irlandesa McCarron Rooney y la china Liu Jing.
Al-Barguti anunció que se retiraría de su carrera deportiva en febrero de 2017, y se retiró oficialmente dos meses después, el 20 de abril de 2017, en una ceremonia de despedida bajo el patrocinio del príncipe Raad. Falleció en Amán el martes 6 de diciembre de 2022.

## Palmarés internacional
| Juegos Paralímpicos | Juegos Paralímpicos                                        | Juegos Paralímpicos | Juegos Paralímpicos |
| Año                 | Lugar                                                      | Medalla             | Prueba              |
| ------------------- | ---------------------------------------------------------- | ------------------- | ------------------- |
| 1984                | Nueva York (Estados Unidos) Stoke Mandeville (Reino Unido) | Medalla de plata    | Peso 1A             |

| Juegos Paralímpicos | Juegos Paralímpicos | Juegos Paralímpicos | Juegos Paralímpicos |
| Año                 | Lugar               | Medalla             | Prueba              |
| ------------------- | ------------------- | ------------------- | ------------------- |
| 2000                | Sídney (Australia)  | Medalla de oro      | Individual 1-2      |
| 2004                | Atenas (Grecia)     | Medalla de bronce   | Equipo 4-5          |
| 2008                | Pekín (China)       | Medalla de bronce   | Equipo 4-5          |